# NGC 3206
NGC 3206 ist eine Balken-Spiralgalaxie vom Hubble-Typ SBc im Sternbild Großer Bär am Nordsternhimmel. Sie ist schätzungsweise 54 Millionen Lichtjahre von der Milchstraße entfernt und hat einen Durchmesser von etwa 45.000 Lichtjahren.
Im selben Himmelsareal befinden sich u. a. die Galaxien NGC 3188, NGC 3214, NGC 3220.
Das Objekt wurde am 8. April 1793 von Wilhelm Herschel entdeckt.
Am 29. Januar 2024 wurde in NGC 3206 die Supernova SN 2024bch entdeckt.